# José María Quero
José María Quero (1929-2019) fou un realitzador de televisió espanyol.

## Biografia
Després de cursar estudis de Dret començà a treballar com a redactor a la Cadena SER, on aconseguí el lloc de Cap de Programes Musicals. Posteriorment es va dedicar a la indústria discogràfica, prestant els seus serveis, successivament, a RCA i a Discos Philips.
Debuta en televisió el 1961, realitzant un espai titulat Premio. Després d'aquesta experiència, col·labora com a ajudant de producció i de realització amb Pedro Amalio López i Marcos Reyes.
Després de completar la seva formació de realitzador a Nova York el 1964, és nomenat cap de programes musicals de Televisió Espanyola. Un any més tard, al costat d'Óscar Banegas, comença la realització d'espais musicals. El 1966 creava Tele-Ritmo, un programa en principi minoritari i pensat per a un sector del públic fins llavors desatès pels directius de la cadena: els joves. Seguiría, dos anys més tard, el programa Nosotros, emès la nit dels dissabtes.
Després de la cancel·lació de l'espai, realitzaria Al compás de las estrellas (1971), i entre 1974 i 1975 el popular ¡Señoras y señores!, en el qual setmanalment s'alternava amb Valeriu Lazarov i Españoles (1983), un programa d'entrevistes amb la periodista Victoria Prego.
Entre 1986 i 1989 va exercir el càrrec de director de Ràdio 2 de Ràdio Nacional d'Espanya.
Va morir el 24 de juny de 2019 als 90 anys.

## Censura de «Corb ingenu»
El 14 de novembre de 1986, Joaquín Sabina va donar un concert amb altres artistes convidats a Salamanca que va ser retransmès per RTVE, amb José María Quero com a principal realitzador. Durant el mateix, el cantautor Javier Krahe va interpretar la seva cançó «Cuervo ingenuo», crítica amb l'ambigüitat ideològica del PSOE, partit que governava llavors a l'estat espanyol. Al moment en què va començar a sonar la cançó, el canal va passar a publicitat i les càmeres del teatre van ser totes apagades llevat d'una, en un acte que fou considerat el primer acte de censura de la democràcia espanyola. José María Quero era el realitzador responsable de l'emissió aquell dia i se li va atribuir l'ordre d'haver apagat les càmeres.